# Южилин, Иван Петрович
Ива́н Петро́вич Южи́лин (1846, Туманово, Ардатовский уезд, Нижегородская губерния — 1909, Ардатов) — деятель земства, почётный гражданин Ардатова.

## Биография
Родился в 1825 году в селе Туманове Ардатовского уезда Нижегородской губернии в крестьянской семье. Окончил Тумановское начальное училище, затем — Ардатовское 3-классное училище, в котором получил также специальность счетовода. Будучи лучшим выпускником, был нанят Ардатовской Земской управой в качестве бухгалтера. С 1885 года — секретарь Земской управы. С 1890 по 1907 годы многократно избирался членом Уездного училищного совета от Земской управы (выборы проходили каждые три года). В 1895 году стал почётным гражданином Ардатова, получил дворянство. С 1896 года — заместитель председателя Земской управы. Инициатор создания в Ардатове женской прогимназии, членом Попечительского совета которой был избран, и нескольких училищ в сёлах Ардатовского уезда. В течение трёх лет заведовал земской библиотекой в Ардатове, за это время количество книг в ней утроилось. Скончался в 1909 году в Ардатове, был похоронен на местном кладбище. В память о Иване Петровиче Южилине в 1909 году Земское собрание учредило три стипендии для учениц прогимназии и детей из беднейших семей.